# Зернов, Дмитрий Степанович

Могила Д. С. Зернова на Смоленском православном кладбище в Санкт-Петербурге

Дми́трий Степа́нович Зерно́в (1860—1922) — русский педагог и профессор механики.

## Биография
Сын протоиерея московской церкви Николы Явленного на Арбате Степана Ивановича Зернова (происходившего из священнической семьи) и Прасковьи Дмитриевны (урождённой Лебедевой, происходившей из семьи военного врача). Родился 3 (15) марта 1860 года.
Окончил с золотой медалью 1-ю московскую гимназию (1878) и математическое отделение физико-математического факультета Московского университета (1882); затем прослушал курс Петербургского технологического института (1882—1885).
В 1891 году по приглашению своего учителя по Санкт-Петербургу профессора В. Л. Кирпичёва занял место адъюнкт-профессора механики Харьковского технологического института; с 1892 года, преподавал в Московском высшем техническом училище — профессор по прикладной механике. Одновременно Зернов читал курсы лекций по начертательной геометрии и практической механике в Московском университете. В 1898 году Д. С. Зернов вернулся в Харьков — профессором и директором Харьковского технологического института и руководил им до 1902 года. В это же время он был председателем Южно-Русского общества технологов.
После того, как в 1902 году директор Петербургского технологического института Х. С. Головин был назначен попечителем Санкт-Петербургского учебного округа, директором этого института был назначен Д. С. Зернов, который также читал в нём курсы сопротивления материалов, прикладной механики, теории упругости, паровых машин. Кроме этого, он преподавал прикладную механику в Горном институте, Михайловской артиллерийской академии и Морской академии.
С 1904 года активно участвовал в общественной деятельности; играл видную роль в союзе профессоров высших учебных заведений, был одним из инициаторов «Записки 342-х учёных» от 27 января 1905 года; был членом Конституционно-демократической партии (кадетов). По политическим мотивам Д. С. Зернов был освобождён от должности директора института; вторично избран директором в 1908 году, но в 1913-м опять был уволен (теперь — «по выслуге лет») Министром народного просвещения, обвинившего его в том, что он «не придавал особого значения наказанию зачинщиков» при студенческих волнениях. В 1920 году он в третий раз был избран директором Петербургского технологического института и проработал в этой должности уже до конца своей жизни.
Им были написаны: «Экспертиза керосиновых двигателей на выставке Императорского Московского общества сельского хозяйства в мае 1895 года на Бутырском хуторе» (М.: Рус. т-во печ. и изд. дела, 1896), «Испытание прочности материалов», «К вопросу о высшем техническом образовании: Доложена 2 ноября 1897 г., в 4-м заседании „Комис. по вопросу о Высш. техн. учеб. заведениях“, учрежд. при Имп. Рус. техн. об-ве, под пред. Н. П. Петрова» (СПб.: тип. Имп. Акад. наук, 1898), курс лекций по различным отделам прикладной механики (Термодинамика, М.: ИМТУ, 1892, 1896; Паровые машины (Теория Термодинамика Регуляторы) М.: ИМТУ, 1894; Прикладная механика: Лекции, М.: изд. А. Абрамов, 1896: Курс 2. Ч. 1-2; Гидравлика и теория турбин: Лекции 3 курса Техн. уч-ща, М.: типо-лит. И. Д. Худякова, 1897; Сопротивление материалов: Лекции, Харьков: тип. А. И. Степанова, 1900; Построение паровых машин, Харьков: типо-лит. С. Иванченко, 1901).
Вместе с Д. И. Менделеевым, В. Л. Кирпичёвым, братьями Нобель и другими выдающимися учёными и представителями промышленности Д. С. Зернов входил в комиссию по разработке проекта расширения в России технического образования; был председателем Особого Правления Общества электрического освещения; он — председатель Общества технологов в Петербурге и Всероссийской ассоциации инженеров.
Брат Д. С. Зернова, Михаил Степанович, был организатором первого в России бальнеологического курорта в Ессентуках и возглавлял в Париже Московское землячество. Племянница, Мария Михайловна, была основательницей Пушкинского клуба в Лондоне и его председателем с 1954 по 1964 год. Племянник, Николай Зернов, был удостоен степени почётного доктора Оксфордского университета, стал профессором богословия в американских и индийских университетах, главой православного центра в Оксфорде. Племянница Д. С. Зернова, Софья Михайловна, активно работала в руководстве международных организаций помощи беженцам.
Умер в Петрограде 28 ноября 1922 года. Похоронен на Смоленском православном кладбище.
После смерти Д. С. Зернова его личная библиотека поступила в библиотеку Технологического института.

## Сочинения
- К вопросу о высшем техническом образовании : Записка Д.С. Зернова, проф. Имп. техн. уч-ща : Доложена 2 нояб. 1897 г., в 4 заседании "Комис. по вопросу о Высш. техн. учеб. заведениях", учрежд. при Имп. Рус. техн. о-ве, под пред. Н.П. Петрова. - Санкт-Петербург : тип. Имп. Акад. наук, 1898. - 16 с.;
- Прикладная механика : Лекции проф. Д.С. Зернова : Курс 2. Ч. 1-2 / ИТУ. - Москва : изд. А. Абрамов, 1896. - 2 т.;
- Прикладная механика / Д. С. Зернов. - Ленинград : Гос. изд-во, 1925. - X, 337 с., 1 л. фронт. (портр.), [2] л. черт. : черт.; 27 см. - (Руководства и научные пособия для высшей школы).
- Теория сопротивления материалов : Курс мл. кл. Михайл. арт. акад. / Проф. Д.С. Зернов. - [Санкт-Петербург] : лит. Михайл. арт. уч-ща, 1914. - [2], 448 с. : черт.;
- Об испытании прочности материалов / [Соч.] Д. Зернова. - Москва : [б. и.], [1922] (типо-лит. Имп. ун-та). - 20 с., 4 л. черт.;
- Сопротивление материалов : Лекции, чит. проф. Д.С. Зерновым / Харьк. технол. ин-т. - Харьков : тип. А.И. Степанова, 1900. - 423 с. : черт.;
- Сопротивление материалов : Лекции, чит. проф. Д.С. Зерновым. [Ч. 1]-2 / С.-Петерб. технол. ин-т. - Санкт-Петербург : Типо-лит. И. Трофимова, 1907. - [1], 265, 215 с. : черт.;
- Построение паровых машин : / [Соч.] Проф. Д.С. Зернова. - Харьков : типо-лит. С. Иванченко, 1901. - [2], 208, 144, 61 с., 1 л. черт. : черт.;
- Курс паровых машин : [Парораспределение] / [Соч.] Проф. Д.С. Зернова. - [Санкт-Петербург] : Изд. комис. студентов Горн. ин-та, 1907. - 167 с.;
- Гидравлика и теория турбин : Лекции 3 курса Техн. уч-ща / [Соч.] Проф. Д.С. Зернова. - Москва : типо-лит. И.Д. Худякова, 1897. - [2], 146, 164, V с., 2 л. табл.;
- Теория паровых машин : Лекции проф. Д.С. Зернова : 3 курс Мех. отд. 1901-1902 г. / Харьк. технол. ин-т имп. Александра III. - Харьков : паровая тип. и лит. М. Зильберберг и с-вья, 1902. - 216, 152, 61 с. : черт.;
- Сопротивление материалов : Лекции, чит. проф. Д.С. Зерновым / Харьк. технол. ин-т имп. Александра III. - Харьков : тип. и лит. М. Зильберберг и с-вья, 1902. - [2], 479 с. : черт.;
- Сопротивление материалов : Лекции, чит. проф. Д.С. Зерновым / Харьк. технол. ин-т имп. Александра III. - Харьков : паровая тип. и лит. М. Зильберберг и с-вья, 1901. - [2], 434 с. : черт.;
- Термодинамика : Лекции, чит. проф. Д.С. Зерновым в 1901 г. / Харьк. технол. ин-т имп. Александра III. - Харьков : паровая тип. и лит. М. Зильберберг и с-вья, 1901. - [2], 295 с. : черт.;
- Прикладная механика: лекции, читанные профессором Д. С. Зерновым / С.-Петербургский технологический институт императора Николая I. - С.-Петербург : Типо-Литография П. Т. Ревина, 1911-.
- Прикладная механика : Лекции, чит. проф. Д.С. Зерновым. Ч. 1- / С.-Петерб. технол. ин-т имп. Николая I. - Санкт-Петербург : тип. Я. Балянского, 1907-1908. - 22.
- Прикладная механика : Лекции, чит. проф. Д.С. Зерновым на 2 курсе Мех. отд. [Ч. 1-2] / С.-Петерб. технол. ин-т имп. Николая I. - Санкт-Петербург : типо-лит. С.Н. Цепова, 1904. - [2], 208, 129 с.;
- Конспект к лекциям по начертательной геометрии / [Соч.] Пр.-доц. Д.С. Зернова. 1896/7 г. - [Москва] : литогр. О-ва распр[остранения] пол[ез]. кн., [1897]. - [2], 141 с., 15 л. черт.;
- Конспект к лекциям по начертательной геометрии / [Соч.] Пр.-д[оц]. Д.С. Зернова. 1897-8 г. - [Москва] : лит. О-ва распр. пол. кн., [1898]. - [2], 116 с.;
- Экспертиза керосиновых двигателей на выставке Императорского Московского общества сельского хозяйства в мае 1895 года на Бутырском хуторе / [Соч.] Д.С. Зернова, проф. Имп. Техн. уч-ща; Политехн. о-во, состоящее при Имп. Техн. уч-ще. - Москва : Рус. т-во печ. и изд. дела, 1896. - 34 с. : ил., табл.;
- Прикладная механика  / Д. С. Зернов, Х. Ф. Кетов, С. В. Вяхирев и Н. М. Колчин,; Под ред. Х. Ф. Кетова. - Ленинград ; Москва : ОНТИ. Глав. ред. лит-ры по машиностроению и металлообработке, 1937 (Ленинград : тип. им. Евг. Соколовой). - 2 т.;
- Прикладная механика : Лекции проф. Д.С. Зернова : Курс 2. Ч. 1-2 / ИТУ. - Москва : изд. А. Абрамов, 1896. - 2 т.; 22. Теория механизмов. - [1896]. - 453 с. : ил.
- Прикладная механика : Лекции проф. Д.С. Зернова : Курс 2. Ч. 1-2 / ИТУ. - Москва : изд. А. Абрамов, 1896. - 2 т.; 22. Теория машин. - 1896. - 232 с.